# Carl Johann Haubold von Bose
Carl Johann Haubold von Bose (* 19. März 1704 in Echzell; † 10. Oktober 1777 in Kassel) war ein deutscher Offizier und Politiker. Er war kurhessischer General der Infanterie, Staatsminister und Gouverneur von Kassel.
Er ging im Jahr 1721 in das Infanterieregiment No. 3. Dort stieg er 1727 zum Leutnant, 1729 zum Kapitän und im Jahr 1744 zum Major auf. 1746 wurde er dann als Oberstleutnant in das Infanterieregiment No. 1 (Garde) versetzt. Von dort kam er 1747 als Oberst in das Infanterieregiment No. 7 und wurde Kommandeur en Chef. 1755 kam er in das Grenadier-Regiment und im Jahr 1760 kam er dann als Generalleutnant als Kommandeur en Chef in das dritte Bataillon Garde. Im Februar 1762 schied er aus dem Felddienst aus und wurde Gouverneur von Kassel. Er wurde noch im Jahr 1775 zum General der Infanterie ernannt, bevor er im Jahr 1777 starb.
Er war einer der ersten Ritter des Ordens vom Goldenen Löwen.